# Billy Budd (opera)

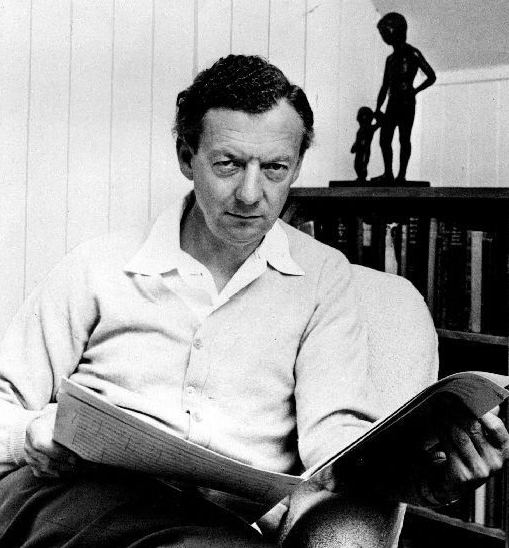
Benjamin Britten

Billy Budd är en opera i fyra akter (1951) med musik av Benjamin Britten. Libretto av E.M. Forster och Eric Crozier som bygger på en roman med samma titel av Herman Melville. En omarbetad version i två akter hade premiär på BBC:s Program 3 den 13 november 1961. Britten ändrade strukturen på operan och drog tillbaka den första versionen. De ursprungliga fyra akterna gjordes om till två akter och en del musik ströks eller flyttades om. Numera spelas båda versionerna.

## Bakgrund
Författaren Herman Melville tillbringade de sista åren av sitt liv med att skriva och skriva om historien om den vackre unge sjömannen Billy Budd (som av kapten Vere döms till hängning för att ha slagit och dödat skeppets väbel Claggart, då denne anklagade Budd för myteri). Melvilles första utkast (1888) var endast en kort novell med titeln Baby Budd, Sailor, som utökades till en längre roman, Billy Budd, Foretopman, och slutfördes i april 1891 (bara några månader före författarens död). Historien bygger på verkliga händelser som utspelades 1842 ombord den amerikanska briggen USS Somers men Melville överförde handlingen till engelska flottan vid tiden för myterierna vid Nore och Spithead 1797. Melvilles roman är full av homosexuella antydningar om Billys attraktion hos de andra sjömännen, särskilt då Claggart. Han beskrivs som blond, blåögd och ägandes en "så gott som feminin" karaktär. Hans ankomst på skeppet Bellipotent (som Melville döpte om fartyget till) beskrivs som "något liknande som om en lantlig skönhet hade förflyttats från vischan och placerats att tävla med de riktigt fina hovdamerna". Kapten Vere uppträder "faderligt" mot Billy och är fylld av "undantryckta känslor" då han leder förhöret som leder fram till Billys avrättning.
Romanen publicerades inte förrän 1924, 33 år efter Melvilles död. Ytterligare tre år senare (1927) föreläste E.M. Forster vid universitetet i Cambridge om det då ännu relativt okända verket, såsom innehållande ett perfekt exempel på en "riktig skurk" (Claggart) och porträttet av Billy som "har den självlysande godhet som inte kan existera utan att förtäras av ondska". 15 år senare refererade W.H. Auden till Billy Budd i en dikt om Melville, som ingick i diktsamlingen Another Time (1940). Det kan ha varit i denna dikt som Britten först fick kännedom om Billy Budd, men Britten själv hävdade att han först 1947 köpte romanen.

## Historia

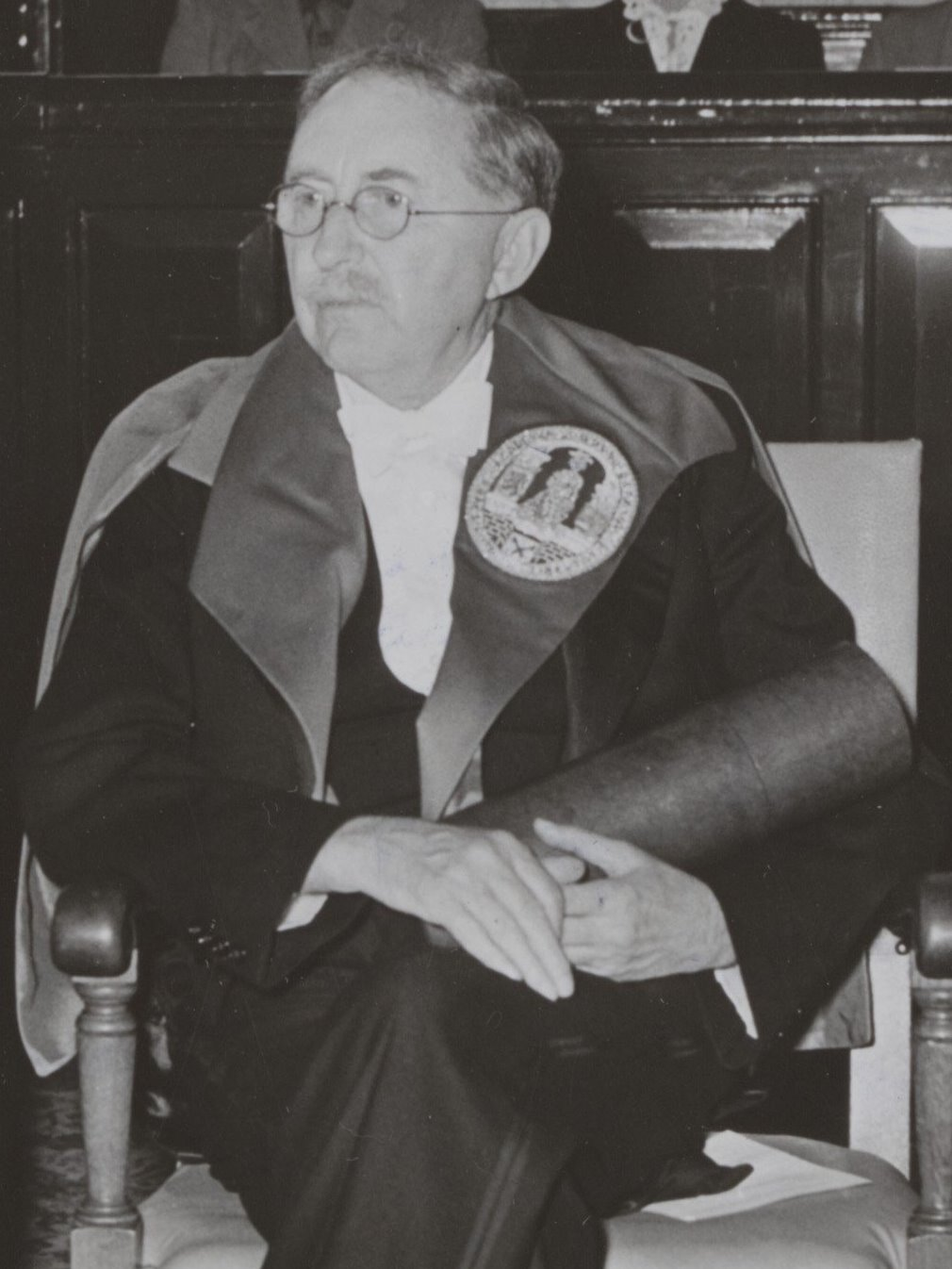
E.M. Forster 1954.

Britten och Forster hade mötts första gången 1937 men det var inte förrän sommaren 1948 som de båda beslutade sig för ett samarbete. Britten hade köpt Melvilles roman 1947 och föreslog den som underlag för en opera. Då Forster var ovan att skriva dramatik och kände sig oförmögen att själv utarbeta librettot, sände Britten bud efter sin vän Eric Crozier. Crozier hade skrivit librettot till Brittens opera Albert Herring samt regisserat uppsättningarna av Peter Grimes och The Rape of Lucretia. Crozier läste romanen och insåg som teaterman att romanen hade sina nackdelar att överföras till en dramatiserad version. Romanen saknar helt kvinnliga gestalter och Crozier tvekade inför det homosexuella ämnet. Det sista anförde han aldrig till Britten och Forster, som båda avfärdade Croziers alla tvivel inför ämnet. De enades även om att infoga en prolog och epilog till handlingen, i vilka den gamle Vere ser tillbaka på tragedin. Prologen, liksom resten av librettot förutom sjösångerna och utdrag från Melvilles ballad om Billys fångenskap, skrevs på prosa av Forster. Han hade oroat sig över att hans prosatexter skulle verka hämmande på Brittens musik men denne fann dem istället inspirerande och starka. Crozier fick uppdraget att forska om den marina miljön och bearbeta dialogen, medan Forster skulle arbeta på historien i sin helhet. 1950 var librettot klart och Britten började komponera. Han var dock fortfarande osäker på var operan skulle sättas upp eller med vilka resurser. Trots det komponerade han operan för en enorm orkester (inklusive fyra flöjter, fyra trumpeter, en altsaxofon och sex slagverkare). Arsenalen med trä- och bleckblåsare skulle förmodligen kompensera avsaknaden av kvinno- och pojkröster.

## Repetition och premiär
Förhandlingar med operakompaniet Sadler's Wells påbörjades. De hade uruppfört Brittens opera Peter Grimes 1945 och ville sätta upp Billy Budd vid 1951 års Edinburgh Festival. Britten var dock tveksam till om Sadler's Wells hade råd med uppsättningen och han var lika tveksam till Edinburgh för vilken han hyste farhågor om en "internationell snobbig publik". Han var lika tveksam till Covent Garden till en början och övertalade operaledningen att engagera extra sångare. Hans förstaval som Billy var Geraint Evans men Evans fann partiet för högt och fick rollen som navigationsofficeren Flint istället. Som Billy engagerades amerikanen Theodor Uppman, en baryton med filmstjärneutseende och som såg yngre ut än sina 30 år. Rollen som Claggart gick till basen Frederick Dalberg. Brittens livspartner Peter Pears skulle sjunga rollen som kapten Vere. När Britten började komponera operan blev både Crozier och Forster förvånade över att Britten gjorde huvudrollen Billy Budd till baryton och inte tenor (Peter Pears röstfack). Crozier spekulerade i att rollen som den värdige, vise och tankfulle kaptenen skulle passa Pears bättre. I november 1951 var operan färdig och repetitionerna kunde starta. Dirigenten Josef Krips skulle leda uruppförandet men han avsade sig uppdraget bara en vecka före premiären. Anledningen var att partituret inte blev klart i tid och Krips fann de suddiga fotostatkopiorna omöjliga att läsa. Britten fick själv leda orkestern. Operan uruppfördes vid Royal Opera House, Covent Garden i London den 1 december 1951. Publiken hyllade operan efteråt och kritiken var till övervägande del positiv.
Det fanns bland Englands övriga tonsättare en förståelig avundsjuka mot Brittens succéer och uppförda operor, som kan tyckas ha fått en favoriserad särställning. Om endast en bråkdel av detta nådde fram till Britten kan det förklara både hans ökade förbittring mot fientlig kritik, som kan dateras till denna tid, och hans benägenhet att dra sig tillbaka till en skyddande krets av utvalda vänner, utövare och beundrare. Tonsättare William Walton lär ha kallat Billy Budd för "The Bugger's Opera" och dirigenten Sir Thomas Beecham döpte om den till "The Twilight of the Sods".

## Om operan
Efter att i fem år har komponerat kammaroperor (The Rape of Lucretia och Albert Herring) återvände Britten nu till den storstilade operaformen. I musikaliska termer är Billy Budd medvetet mer symfoniskt upplagd än Peter Grimes. Än en gång tonsatte Britten en historia om en egenartad särling som blir ifrågasatt både inom och utanför en tajt ihopsatt grupp. Billy är dock inte ifrågasatt bland manskapet (han är allmänt omtyckt) men av en annan individ, Claggart. Dualismen mellan den gode Billy och den onde Claggart är stark i operan och Britten förstärker detta med enskilda ackord och harmonier - B-dur för Billy och h-moll för Claggart.
I operans centrum står kampen mellan godheten och ondskan, som förkroppsligas av Billy Budd och Claggart. Men den egentliga huvudpersonen är kapten Vere, som själv varken är ädel eller illasinnad. Han är utlämnad åt känslornas vågor och blir därmed ett verktyg för såväl godheten som ondskan. Det är bara hans senkomna eftertänksamhet som leder honom in på besinningens och sinnesfridens väg. 
Melvilles roman är baserad på en verklig händelse ombord på ett amerikanskt örlogsfartyg 1842. Genom att handlingen flyttas över till 1700-talet blir den franska revolutionen en mental bakgrund till händelserna. Billy Budd är liksom Peter Grimes en "havsopera". Havsstämningen ramar in en berättelse om förföljelse och orättfärdighet. Musiken är ytterst kraftfull. Avsaknaden av kvinnoröster är inte en nackdel, utan förstärker den kärva stämningen. Genom hela operan råder ett stråk av homoerotik och Brittens tunga orkestrering antyder en känsla av sexuell spänning. Men detta är bara ett av flera element som bidrar till operans klaustrofobi. Inte mindre viktig är den rigida sociala hierarkin och Claggarts bitterhet när han dras mellan officerarna och manskapet. In i denna pressande värld kommer Billy Budd, delvis barn och delvis helgon, vars skönhet - både fysisk och andlig - och intensiva livsglädje både berikar och underminerar livet ombord.

## Billy Burrell -den andre Billy B.
1947 möttes Britten och den 22-årige Billy Burrell för första gången. Britten hade precis flyttat till sjöstaden Aldeburgh. Familjen Burrell levde på fiske sedan flera generationer men drygade ut lönen genom att driva ett badhus på stranden. På grund av stormvindar tvingades de flytta badhytterna precis framför Brittens fönster. Billy Burrell varnade Britten att hans havsutsikt kunde störas av badande skolpojkar, men Britten hade inga invändningar mot detta. I Brittens och Forsters ögon innehade Burrell "en ädel grymhet" liknande den hos Billy Budd och i ett brev till Forster beskriver Britten Burrell som "den andre Billy B." och "kusligt lik den Billy vi skriver om". Forster tyckte Burrell var "oemotståndlig", och Burrell medgav att han insåg att han attraherade Forster men att "inget hände". I augusti 1949 beslutade tidningen Picture Post att skriva en artikel om arbetet med Billy Budd (med text av Crozier) och ett foto togs av Britten och Forster i Burrells båt. Fotot blev sedermera omslag till skivbolaget Deccas inspelning av operan. Med i båten var även den tolvårige Robin Long, kallad Nipper av Burrell, som ofta var och badade efter skolan. Britten blev betagen av Nipper och tog med honom på båtresor på Nordsjön och längs med Rhen. Han ville bekosta pojkens skolgång och uttryckte även en önskan om att adoptera Nipper. Burrell avrådde från detta och sa att det kunde innebära "ditt största misstag någonsin". Britten blev mycket upprörd när mrs Long ingrep och stoppade sonens segelresor. Nipper dog i en trafikolycka i Skottland några år senare.

## Personer
- Edward Fairfax Vere, kapten på skeppet Indomitables (tenor)
- Billy Budd, märsgast (baryton)
- John Claggart, väbel (basstämma)
- Mr Redburn, förste löjtnant (baryton)
- Mr Flint, navigationsofficer (baryton)
- Löjtnant Ratcliffe (basstämma)
- Red Whiskers, tvångsmönstrad matros (tenor)
- Dansker, en gammal sjöman (basstämma)
- Donald, matros (baryton)
- Nykomlingen (tenor)
- Nykomlingens vän (baryton)
- Squeak, underbefäl (tenor)
- Skeppsunderofficeren (baryton)
- Förste styrman (baryton)
- Andre styrman (baryton)
- Maintop (tenor)
- Arthur Jones, tvångsmönstrad matros (baryton)
- Skeppspojkar, fyra kadetter (4 gossröster)

## Handling: 1951 års 4-aktsversion
Operan utspelar sig ombord på krigsfartyget Indomitable under kriget mot Frankrike 1797.

### Prolog
Kapten Vere är gammal. Han ser tillbaka på sitt långa liv i flottans tjänst och hans tankar går särskilt till händelserna 1797, där han känner att han sviktade.

### Akt 1

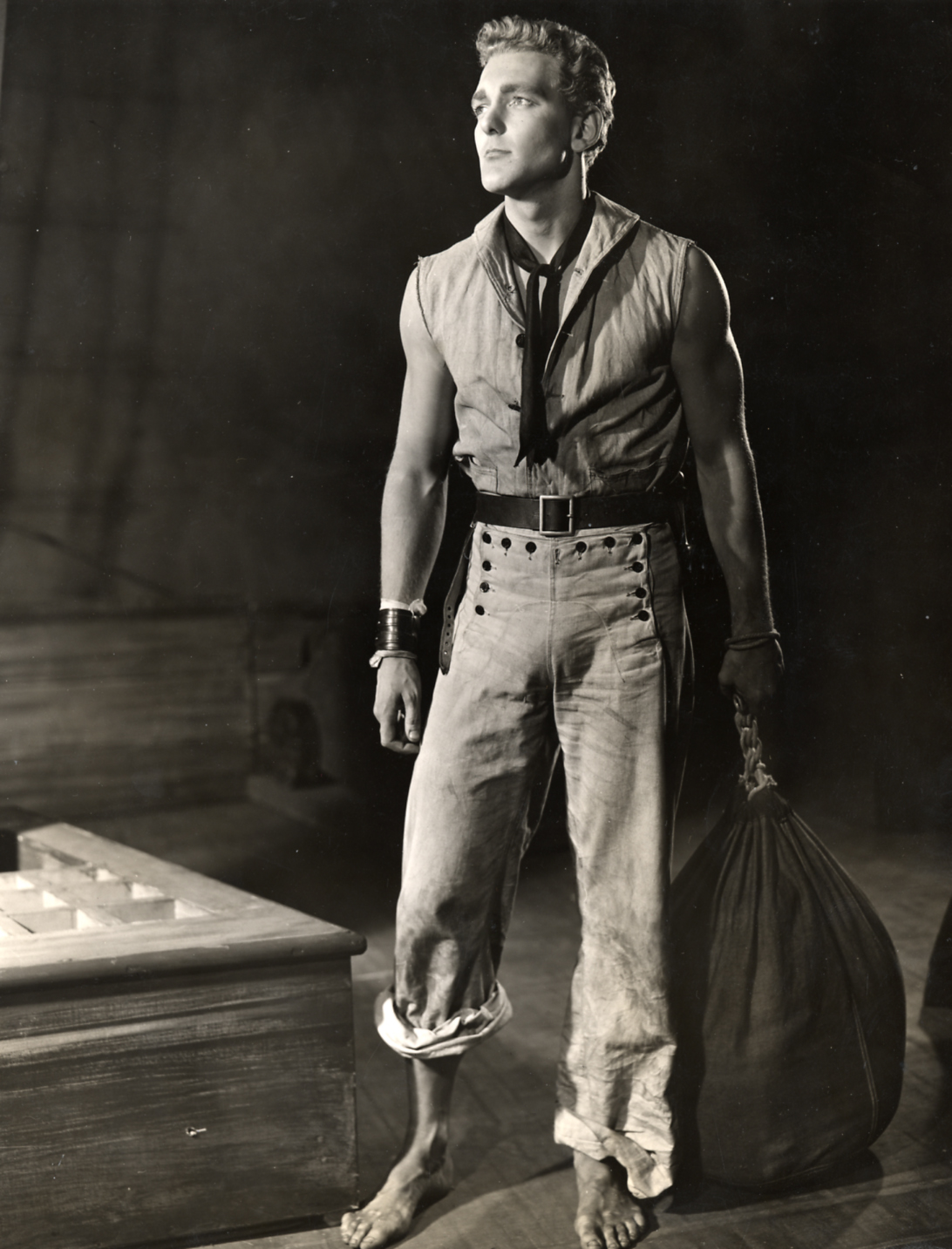
Skådespelaren Charles Nolte som Billy Budd i en teateruppsättning på Broadway 1952.

Ombord på örlogsfartyget Indomitable är manskapet i gång med dagens arbete. Navigationsofficeren mr Flint dömer en av de nya matroserna, som har begått en mindre förseelse, till tjugo piskrapp. Flottan saknar folk och därför har man bordat ett förbipasserande handelsfartyg, Right o'Man, och tvångsvärvat tre män. En patrullbåt för ombord de tre männen. Red Whiskers protesterar mot tvångsmönstringen, Arthur Jones fogar sig i sitt öde, medan den tredje är nyfiken på sitt nya äventyr. Den sistnämnde heter Billy Budd och alla blir belåtna med den ståtlige och sympatiske ynglingen vars enda fel är att han stammar. Då han tar avsked av sitt fartyg med orden "Farväl, Rights o'Man" (mänskliga rättigheter) blir han misstänkt för att hysa upproriska tankar. Fartygets väbel, Claggart, som redan från första stund hatar Billy Budd får i uppdrag att spionera på honom. Samtidigt sätter han underbefälet Squeak på att stjäla från Billy för att provocera honom. Den matros som har pryglats bärs in av en liten skara som alla ger uttryck för sin desperation. Claggart kallar hela manskapet till uppställning, och kapten Vere träder fram inför besättningen och meddelar att fienden är i närheten och stid hotar. För att segra måste alla samarbete. Besättningen sluter upp runt honom och bedyrar sin lojalitet.

### Akt 2
Kaptenen överlägger med Redburn och Flint om den förestående drabbningen. Han fruktar visserligen att den kungliga engelska flottan ska drabbas av den franska revolutionsandan, men litar på sitt manskap. Billy kommer på Squeak med att stjäla ur hans sjömanssäck. Vreden får Billy att visa sin enda svaghet, att han stammar. Det blir slagsmål, och Claggart ingriper och låter slå Squeak i järn. Squeak hatar Billy för att han är ståtlig och omtyckt och tvingar därför den pryglade matrosen att se till att Billy blir indragen i myteriplanerna. Den gamle sjökaptenen Dansker varnar Billy, som dock inte vill tro någon om ont.

### Akt 3
Ett franskt örlogsfartyg närmar sig, men dimma förhindrar slaget. Claggart går till kaptenen och anklagar Billy för att anstifta myteri, men i detsamma lättar dimman och man ser fiendens fartyg om babord. Hektisk verksamhet utbryter genast, men dimman lägger sig snart igen över havet och slaget måste avbrytas. Claggart upprepar sin beskyllning, varpå kaptenen sänder bud efter Billy så att Claggart kan framföra sina anklagelser direkt.
Först talar kaptenen i enrum med Billy och får bekräftelse på sin åsikt att Billy är en hederlig och rättskaffens ung man. Han kallar in Claggart, men då Billy hör anklagelserna om myteri blir han så utom sig vid det skamliga påståendet att han börjar stamma. Eftersom han inte kan uttrycka sig i ord går han i stället till angrepp på Claggart och råkar döda honom med ett knytnävsslag. Vere är skakad därför att han varit övertygad om att anklagelsen var falsk, men Billy måste givetvis plikta för dråpet. Han sammankallar en sjörätt och förklarar vad som har hänt. Billy bekräftar hans ord men kan bara försvara sig med att beskyllningen var grundlös. Han vädjar till kaptenen att rädda hans liv, men lagen är otvetydig: att döda en officer är myteri som straffas med döden. Mycket mot sin vilja måste Vere stadfästa domen och beordra att Claggart begravs med fulla hedersbetygelser.

### Akt 4
Nästa morgon förs Billy ut på däcket där han skall hängas. Dansker viskar till honom att de andra har förberett ett myteri för att rädda honom, men Billy finner sig i sitt öde och avråder dem från att verkställa planen. Domen läses upp för Billy, som välsignar kapten Vere, och sedan förs han fram till stormasten för att hängas.

### Epilog
Den gamla kaptenen grips av ruelse vid tanken på att han kunde ha räddat Billy men så minns han Billys välsignelse och finner frid genom att erkänna att han har misslyckats med att hjälpa det goda.

## Inspelningar (urval)
- Billy Budd. Pears, Glossop, Langdon, Bowman, Tear, Kelley. S. Ambrosian Singers Opera Choir. London Symphony Orchestra. Mackerras, dirigent. Decca DVD 074 3256.[11]
- Billy Budd. Keenlyside, Langridge, Tomlinson. London Symphony Orchestra. Hickox. 1999. Chandos 9826
- Billy Budd. Hampson, Rolfe Johnson, Halfvarson. Hallé. Nagano (fyra aktsversion) 1997. Erato 3984 216312